# Liste des œuvres de Giuseppe Verdi

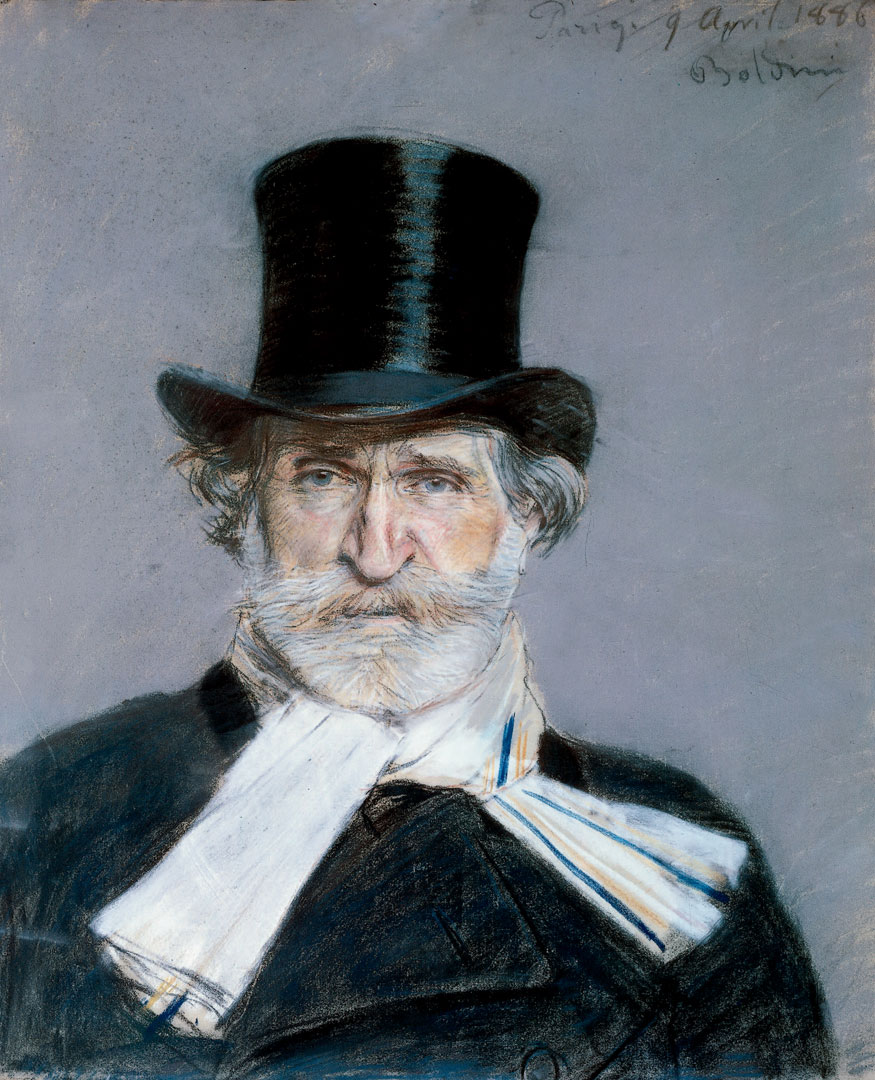
Portrait de Giuseppe Verdi à l'écharpe blanche et haut-de-forme (1886) par Giovanni Boldini.

Cette page présente la liste des œuvres de Giuseppe Verdi (1813-1901), compositeur italien de la période romantique.

## Liste par date de création
Le tableau qui suit présente la liste par date de création des œuvres de Giuseppe Verdi.
| Légende des couleurs  |
| Opéra                 |
| Musique vocale        |
| Musique sacrée        |
| Musique instrumentale |
| Hymne                 |

| Titre original                                          | Titre français                                                         | Genre                                                                 | Livret                                                                      | Création                                                                     |
| ------------------------------------------------------- | ---------------------------------------------------------------------- | --------------------------------------------------------------------- | --------------------------------------------------------------------------- | ---------------------------------------------------------------------------- |
| Liste par date de création des œuvres de Giuseppe Verdi |                                                                        |                                                                       |                                                                             |                                                                              |
| Avant 20 ans : l'apprentissage                          |                                                                        |                                                                       |                                                                             |                                                                              |
| Sinfonia (del M° Verdi)                                 | Symphonie du Maestro Verdi                                             | Symphonie en ré Majeur pour orchestre                                 |                                                                             | 183?                                                                         |
| Io la vidi                                              | Je la vis                                                              | Scène lyrique pour ténor et orchestre                                 | Calisto Bassi                                                               | 1833                                                                         |
| 20 ans : les années de Busseto et le retour à Milan     |                                                                        |                                                                       |                                                                             |                                                                              |
| Titre original                                          | Titre français                                                         | Genre                                                                 | Livret                                                                      | Création                                                                     |
| Tantum Ergo                                             |                                                                        | Musique sacrée en fa Majeur pour ténor et orchestre                   |                                                                             | 1836                                                                         |
| Messa di Gloria                                         |                                                                        | Musique sacrée                                                        |                                                                             | 8 octobre 1837, église Croix Saint Esprit, Plaisance                         |
| Sei romanze                                             | Six romances                                                           | Romance pour chant et piano                                           |                                                                             | 1838 (25 ans)                                                                |
| Non t'accostare all'urna                                | Ne t'approche pas de l'urne                                            |                                                                       | Jacopo Vittorelli                                                           |                                                                              |
| More, Elisa, lo stanco poeta                            | Il meurt, Elisa, le poète las                                          |                                                                       | Tommaso Bianchi                                                             |                                                                              |
| In solitaria stanza                                     | Dans une chambre solitaire                                             |                                                                       | Jacopo Vittorelli                                                           |                                                                              |
| Nell'orror di notte oscura                              | Dans l'horreur d'une nuit obscure                                      |                                                                       | Carlo Angiolini                                                             |                                                                              |
| Perduta ho la pace                                      | J'ai perdu le repos                                                    |                                                                       | Goethe, traduction Luigi Balestra                                           |                                                                              |
| Deh, pietosa, oh addolorata                             | De grâce, ô miséricordieuse affligée                                   |                                                                       | Goethe, traduction Luigi Balestra                                           |                                                                              |
| Oberto, conte di San Bonifacio                          | Oberto, comte de Saint-Boniface                                        | Drame en 2 actes                                                      | Temistocle Solera                                                           | 17 novembre 1839, Milan, Teatro alla Scala                                   |
| L'esule                                                 | L'Exilé                                                                | Œuvre lyrique pour chant et piano                                     | Temistocle Solera                                                           | 1839                                                                         |
| La seduzione                                            | La Séduction                                                           | Œuvre lyrique pour chant et piano                                     | Luigi Balestra                                                              | 1839                                                                         |
| Guarda che bianca luna !                                | Regarde cette lune blanche !                                           | Nocturne pour soprano, ténor, basse et flûte obligée                  | Jacopo Vittorelli                                                           | 1839                                                                         |
| Un giorno di regno, o Il finto Stanislao                | Un jour de règne ou Le Faux Stanislas                                  | Dramma giocoso en 2 actes                                             | Felice Romani, d'après Alexandre-Vincent Pineux-Duval                       | 5 septembre 1840, Milan, Teatro alla Scala                                   |
| Chi i bei dì m'adduce ancora                            | Qui me rendra les beaux jours ?                                        | Œuvre lyrique pour chant et piano                                     | Goethe, traduction Luigi Balestra                                           | 1842                                                                         |
| Nabucco                                                 |                                                                        | Drame lyrique en 4 parties                                            | Temistocle Solera, d'après Auguste Anicet-Bourgeois et Francis Cornue       | 9 mars 1842, Milan, Teatro alla Scala                                        |
| I Lombardi alla prima crociata                          | Les Lombards à la première croisade                                    | Drame lyrique en 4 actes                                              | Temistocle Solera, d'après Tommaso Grossi                                   | 11 février 1843, Milan, Teatro alla Scala                                    |
| Cupo è il sepolcro e mutolo                             | Sombre et muet est le tombeau                                          | Œuvre lyrique pour chant et piano                                     |                                                                             | 1843                                                                         |
| È la vita un mar d'affanni                              | La vie est un océan d'angoisse                                         | Œuvre lyrique pour voix et clavecin                                   |                                                                             | 1843                                                                         |
| 30 ans : les « années de galère »                       |                                                                        |                                                                       |                                                                             |                                                                              |
| Titre original                                          | Titre français                                                         | Genre                                                                 | Livret                                                                      | Création                                                                     |
| Era bella, ancor più bella                              | Elle était belle, encore plus belle                                    | Œuvre lyrique pour voix et clavecin                                   |                                                                             | 1844                                                                         |
| Ernani                                                  | Hernani                                                                | Drame lyrique en 4 parties                                            | Francesco Maria Piave, d'après Victor Hugo                                  | 9 mars 1844, Venise, Teatro La Fenice                                        |
| I due Foscari                                           | Les Deux Foscari                                                       | Tragédie lyrique en 2 actes                                           | Francesco Maria Piave, d'après Lord Byron                                   | 3 novembre 1844, Rome, Teatro Argentina                                      |
| Giovanna d'Arco                                         | La Pucelle d'Orléans                                                   | Drame lyrique en 1 prologue et 3 actes                                | Temistocle Solera, d'après Schiller                                         | 15 février 1845, Milan, Teatro alla Scala                                    |
| Alzira                                                  | Alzire                                                                 | Tragédie lyrique en 1 prologue et 2 actes                             | Salvadore Cammarano, d'après Voltaire                                       | 12 août 1845, Naples, Teatro San Carlo                                       |
| Amo l'ora del giorno che muore                          | J'aime l'heure du jour qui meurt                                       | Œuvre lyrique pour voix et piano                                      |                                                                             | 1845                                                                         |
| Sei romanze                                             | Six romances                                                           | Romance pour voix et piano                                            |                                                                             | 1845                                                                         |
| Il tramonto                                             | Le Coucher de soleil                                                   |                                                                       | Andrea Maffei                                                               |                                                                              |
| La zingara                                              | La Bohémienne                                                          |                                                                       | Manfredo Maggioni                                                           |                                                                              |
| Ad una stella                                           | À une étoile                                                           |                                                                       | Andrea Maffei                                                               |                                                                              |
| Lo spazzacamino                                         | Le Ramoneur                                                            |                                                                       | Manfredo Maggioni                                                           |                                                                              |
| Il mistero                                              | Le Mystère                                                             |                                                                       | Felice Romani                                                               |                                                                              |
| Brindisi                                                |                                                                        |                                                                       | Andrea Maffei                                                               |                                                                              |
| Attila                                                  |                                                                        | Drame lyrique en 1 prologue et 3 actes                                | Temistocle Solera, d'après Zacharias Werner                                 | 17 mars 1846, Venise, Teatro La Fenice                                       |
| Macbeth                                                 |                                                                        | Mélodrame en 4 actes                                                  | Francesco Maria Piave, d'après Shakespeare                                  | 14 mars 1847, Florence, Teatro della Pergola                                 |
| I masnadieri                                            | Les Brigands                                                           | Mélodrame en 4 parties                                                | Andrea Maffei, d'après Schiller                                             | 22 juillet 1847, Londres, Her Majesty's Theatre                              |
| Jérusalem                                               |                                                                        | Opéra                                                                 | Alphonse Royer et Gustave Vaëz                                              | 22 novembre 1847, Paris, Académie royale de musique                          |
| Il poveretto                                            | Le Pauvre Diable                                                       | Œuvre lyrique pour chant et piano                                     | Manfredo Maggioni                                                           | 1847                                                                         |
| Il corsaro                                              | Le Corsaire                                                            | Mélodrame tragique en 3 actes                                         | Francesco Maria Piave, d'après Lord Byron                                   | 25 octobre 1848, Trieste, Teatro Grande                                      |
| Inno popolare : Suona la tromba                         | Hymne populaire : La trompette résonne''                               | Œuvre lyrique pour chœur d'hommes à trois voix et piano ou orchestre  | Manfredo Maggioni                                                           | 1848                                                                         |
| La patria                                               | La Patrie                                                              | Hymne national pour Ferdinand II                                      | Manfredo Maggioni                                                           | 1848                                                                         |
| La battaglia di Legnano                                 | La Bataille de Legnano                                                 | Tragédie lyrique en 4 actes                                           | Salvadore Cammarano, d'après Joseph Méry                                    | 27 janvier 1849, Rome, Teatro Argentina                                      |
| Luisa Miller                                            |                                                                        | Mélodrame tragique en 3 actes                                         | Salvadore Cammarano, d'après Schiller                                       | 8 décembre 1849, Naples, Teatro San Carlo                                    |
| L'Abandonnée                                            |                                                                        | Œuvre lyrique pour chant et piano                                     | Marie et Léon Escudier                                                      | 1849                                                                         |
| Stiffelio                                               |                                                                        | Mélodrame en 3 actes                                                  | Francesco Maria Piave, d'après Émile Souvestre et Eugène Bourgeois          | 16 novembre 1850, Trieste, Teatro Grande                                     |
| Berceuse Fiorellin che sorge appena                     | Berceuse Petite fleur à peine née                                      | Œuvre lyrique pour chant et piano                                     | Francesco Maria Piave                                                       | 1850                                                                         |
| Rigoletto                                               |                                                                        | Mélodrame en 3 actes                                                  | Francesco Maria Piave, d'après Victor Hugo                                  | 11 mars 1851, Venise, Teatro La Fenice                                       |
| Il trovatore                                            | Le Trouvère                                                            | Drame en 4 parties                                                    | Salvadore Cammarano d'après Antonio García Gutiérrez                        | 19 janvier 1853, Rome, Teatro Apollo                                         |
| La traviata                                             |                                                                        | Mélodrame en 3 actes                                                  | Francesco Maria Piave, d'après Alexandre Dumas fils                         | 6 mars 1853, Venise, Teatro La Fenice                                        |
| Fiorara                                                 |                                                                        | Œuvre lyrique pour chant et piano                                     | Buvoli                                                                      | 1853                                                                         |
| 40 ans : la maturité                                    |                                                                        |                                                                       |                                                                             |                                                                              |
| Titre original                                          | Titre français                                                         | Genre                                                                 | Livret                                                                      | Création                                                                     |
| Les Vêpres siciliennes                                  |                                                                        | Drame en 5 actes                                                      | Eugène Scribe et Charles Duveyrier                                          | 13 juin 1855, Paris, Opéra Le Peletier                                       |
| Giovanna di Guzman                                      |                                                                        | Drame en 5 actes                                                      | Traduction de Eugenio Caimi                                                 | 26 décembre 1855, Parme, Teatro Regio                                        |
| I Vespri siciliani                                      | Titre définitif de la version italienne                                | Drame en 5 actes                                                      |                                                                             | 4 février 1856, Milan, Teatro alla Scala                                     |
| Le Trouvère                                             |                                                                        | Grand opéra en 4 actes et 1 ballet                                    | Émilien Pacini d'après Cammarano                                            | 12 janvier 1857, Paris, Opéra Le Peletier                                    |
| Simon Boccanegra                                        |                                                                        | Mélodrame en 1 prologue et 3 actes                                    | Francesco Maria Piave, d'après Antonio Garcia Gutiérrez                     | 12 mars 1857, Venise, Teatro La Fenice                                       |
| Aroldo                                                  | Harold                                                                 | Mélodrame en 4 actes                                                  | Francesco Maria Piave, d'après le livret de Stiffelio                       | 16 août 1857, Rimini, Teatro Nuovo                                           |
| La preghiera del poeta                                  | La Prière du poète                                                     | Œuvre lyrique pour chant et piano                                     | Nicola Sole                                                                 | 1858                                                                         |
| Sgombra, o gentil, dall'ansia mente                     | Libère-moi ô seigneur de mon esprit anxieux                            | Œuvre lyrique pour chant et piano                                     | Alessandro Manzoni                                                          | 1858                                                                         |
| Valzer in fa maggiore                                   | Valse en fa majeur                                                     | Œuvre instrumentale pour piano                                        |                                                                             | 1859                                                                         |
| Un ballo in maschera                                    | Un bal masqué                                                          | Mélodrame en 3 actes                                                  | Antonio Somma, d'après Eugène Scribe                                        | 17 février 1859, Rome, Teatro Apollo                                         |
| La forza del destino                                    | La Force du destin                                                     | Opéra en 4 actes                                                      | Francesco Maria Piave, d'après Ángel de Saavedra, duc de Rivas, et Schiller | 10 novembre 1862, Saint-Pétersbourg, Théâtre Mariinsky                       |
| Inno delle nazioni                                      | Hymne des nations                                                      | Œuvre lyrique pour soliste, chœur et orchestre                        | Arrigo Boito                                                                | 24 mai 1862, Londres, Her Majesty's Theatre                                  |
| Il brigidino                                            | La Cocarde                                                             | Œuvre lyrique pour chant et piano                                     | Francesco Dall'Ongaro                                                       | 1863                                                                         |
| 50 ans : la saison du « grand opéra »                   |                                                                        |                                                                       |                                                                             |                                                                              |
| Titre original                                          | Titre français                                                         | Genre                                                                 | Livret                                                                      | Création                                                                     |
| Macbeth                                                 | 2e version en français                                                 | Mélodrame en 4 actes                                                  | Charles Nuitter et Alexandre Beaumont                                       | 21 avril 1865, Paris, Théâtre Lyrique                                        |
| Romanza senza parole                                    | Romance sans parole                                                    | Œuvre instrumentale pour piano                                        |                                                                             | 1865                                                                         |
| Don Carlos                                              |                                                                        | Grand opéra en 5 actes                                                | Joseph Méry et Camille du Locle, d'après Schiller                           | 11 mars 1867, Paris, Opéra, Salle Le Peletier                                |
| Libera me, Domine                                       |                                                                        | Œuvre lyrique pour soprano, chœur et orchestre                        |                                                                             | 1869 Messe pour Rossini                                                      |
| La forza del destino 2e version                         | La Force du destin                                                     | Mélodrame en 4 actes                                                  | Antonio Ghislanzoni (ajouts au texte)                                       | 27 février 1869, Milan, Teatro alla Scala                                    |
| Stornello                                               | Ritournelle                                                            | Œuvre lyrique pour chant et piano                                     | Anonyme                                                                     | 1869                                                                         |
| Aida                                                    | Aïda                                                                   | Opéra en 4 actes                                                      | Antonio Ghislanzoni d'après Mariette                                        | 24 décembre 1871, Le Caire, Opéra                                            |
| Quartetto in mi minore                                  | Quatuor en mi mineur                                                   | Œuvre instrumentale pour cordes                                       |                                                                             | 1er avril 1873, Naples                                                       |
| 60 ans : le temps de la réflexion                       |                                                                        |                                                                       |                                                                             |                                                                              |
| Titre original                                          | Titre français                                                         | Genre                                                                 | Livret                                                                      | Création                                                                     |
| Messa da requiem                                        |                                                                        | Musique sacrée pour solistes, chœur et orchestre                      |                                                                             | 22 mai 1874, Milan, Église San Marco                                         |
| Pater Noster                                            |                                                                        | Musique sacrée pour chœur à 5 voix sans accompagnement                | Texte vulgarisé du Dante                                                    | 18 avril 1880, Milan, Teatro alla Scala                                      |
| Ave Maria                                               |                                                                        | Musique sacrée pour soprano et cordes                                 |                                                                             | 18 avril 1880, Milan, Teatro alla Scala                                      |
| Simon Boccanegra                                        | 2e version                                                             | Opéra                                                                 | Ajouts et modifications d'Arrigo Boito                                      | 24 mars 1881, Milan, Teatro alla Scala                                       |
| 70 ans : l'apothéose                                    |                                                                        |                                                                       |                                                                             |                                                                              |
| Titre original                                          | Titre français                                                         | Genre                                                                 | Livret                                                                      | Création                                                                     |
| Don Carlo                                               | Révision du texte français de Camille du Locle et Achille de Lauzières | Opéra                                                                 | Traduction italienne d'Angelo Zanardi basée sur la version originale        | 10 janvier 1884, Milan, Teatro alla Scala                                    |
| Otello                                                  | Othello                                                                | Drame lyrique en 4 actes                                              | Arrigo Boito, d'après Shakespeare                                           | 5 février 1887, Milan, Teatro alla Scala                                     |
| Ave Maria                                               |                                                                        | Musique sacrée pour chœur à 4 voix                                    |                                                                             | 1889                                                                         |
| Falstaff                                                | Falstaff                                                               | Comédie lyrique en 3 actes                                            | Arrigo Boito, d'après Shakespeare                                           | 9 février 1893, Milan, Teatro alla Scala                                     |
| 80 ans : les dernières années                           |                                                                        |                                                                       |                                                                             |                                                                              |
| Titre original                                          | Titre français                                                         | Genre                                                                 | Livret                                                                      | Création                                                                     |
| Pietà, Signor                                           | Pitié, Seigneur                                                        | Musique sacrée pour voix et piano                                     | Arrigo Boito paraphrases de l'Agnus Dei                                     | 1894                                                                         |
| Tre pezzi sacri                                         | Trois pièces sacrées                                                   |                                                                       |                                                                             | 1898                                                                         |
| Stabat Mater (1897)                                     |                                                                        | Musique sacrée pour chœur à 4 voix et orchestre                       | Jacopone da Todi                                                            |                                                                              |
| Laudi alla Vergine Maria (1886)                         |                                                                        | Musique sacrée pour chœur de soprani et contralti sans accompagnement | XXXIIIe chant du Paradis de Dante                                           |                                                                              |
| Te Deum (1895)                                          |                                                                        | Musique sacrée pour double chœur et orchestre                         |                                                                             | 7 avril 1898, Paris, Théâtre de l'Opéra                                      |
| Disparition de Verdi à l'âge de 87 ans                  |                                                                        |                                                                       |                                                                             |                                                                              |
| Titre original                                          | Titre français                                                         | Genre                                                                 | Livret                                                                      | Création                                                                     |
| Re Lear                                                 | Le Roi Lear                                                            | Opéra en 4 actes                                                      | Salvadore Cammarano et Antonio Somma, d'après Shakespeare                   | Le projet, étalé entre 1843 et 1867, est demeuré à l'état de livret inachevé |

## Liste par genre musical
Le tableau qui suit présente la liste par genre musical des œuvres de Giuseppe Verdi.
| Légende des couleurs  |
| Opéra                 |
| Musique vocale        |
| Musique sacrée        |
| Musique instrumentale |
| Hymne                 |

| Liste par genre musical des œuvres de Giuseppe Verdi |                                                                        |                                                                       |                                                                             |                                                                        |
| Opéras                                               |                                                                        |                                                                       |                                                                             |                                                                        |
| Titre original                                       | Titre français                                                         | Genre                                                                 | Livret                                                                      | Création                                                               |
| Oberto, conte di San Bonifacio                       | Oberto, comte de Saint-Boniface                                        | Drame en 2 actes                                                      | Temistocle Solera                                                           | 17 novembre 1839, Milan, Teatro alla Scala                             |
| Un giorno di regno, o Il finto Stanislao             | Un jour de règne ou Le Faux Stanislas                                  | Dramma giocoso en 2 actes                                             | Felice Romani, d'après Alexandre-Vincent Pineux-Duval                       | 5 septembre 1840, Milan, Teatro alla Scala                             |
| Nabucco                                              |                                                                        | Drame lyrique en 4 parties                                            | Temistocle Solera, d'après Auguste Anicet-Bourgeois et Francis Cornue       | 9 mars 1842, Milan, Teatro alla Scala                                  |
| I Lombardi alla prima crociata                       | Les Lombards à la première croisade                                    | Drame lyrique en 4 actes                                              | Temistocle Solera, d'après Tommaso Grossi                                   | 11 février 1843, Milan, Teatro alla Scala                              |
| Ernani                                               | Hernani                                                                | Drame lyrique en 4 parties                                            | Francesco Maria Piave, d'après Victor Hugo                                  | 9 mars 1844, Venise, Teatro La Fenice                                  |
| I due Foscari                                        | Les Deux Foscari                                                       | Tragédie lyrique en 3 actes                                           | Francesco Maria Piave, d'après Lord Byron                                   | 3 novembre 1844, Rome, Teatro Argentina                                |
| Giovanna d'Arco                                      | La Pucelle d'Orléans                                                   | Drame lyrique en 1 prologue et 3 actes                                | Temistocle Solera, d'après Schiller                                         | 15 février 1845, Milan, Teatro alla Scala                              |
| Alzira                                               | Alzire                                                                 | Tragédie lyrique en 1 prologue et 2 actes                             | Salvadore Cammarano, d'après Voltaire                                       | 12 août 1845, Naples, Teatro San Carlo                                 |
| Attila                                               |                                                                        | Drame lyrique en 1 prologue et 3 actes                                | Temistocle Solera, d'après Zacharias Werner                                 | 17 mars 1846, Venise, Teatro La Fenice                                 |
| Macbeth                                              |                                                                        | Mélodrame en 4 actes                                                  | Francesco Maria Piave, d'après Shakespeare                                  | 14 mars 1847, Florence, Teatro della Pergola                           |
| I masnadieri                                         | Les Brigands                                                           | Mélodrame en 4 parties                                                | Andrea Maffei, d'après Schiller                                             | 22 juillet 1847, Londres, Her Majesty's Theatre                        |
| Jérusalem                                            |                                                                        | Grand opéra en 4 actes                                                | Alphonse Royer et Gustave Vaëz                                              | 22 novembre 1847, Paris, Académie royale de musique                    |
| Il corsaro                                           | Le Corsaire                                                            | Mélodrame tragique en 3 actes                                         | Francesco Maria Piave, d'après Lord Byron                                   | 25 octobre 1848, Trieste, Teatro Grande                                |
| La battaglia di Legnano                              | La Bataille de Legnano                                                 | Tragédie lyrique en 4 actes                                           | Salvadore Cammarano, d'après Joseph Méry                                    | 27 janvier 1849, Rome, Teatro Argentina                                |
| Luisa Miller                                         |                                                                        | Mélodrame tragique en 3 actes                                         | Salvadore Cammarano, d'après Schiller                                       | 8 décembre 1849, Naples, Teatro San Carlo                              |
| Stiffelio                                            |                                                                        | Mélodrame en 3 actes                                                  | Francesco Maria Piave, d'après Émile Souvestre et Eugène Bourgeois          | 16 novembre 1850, Trieste, Teatro Grande                               |
| Rigoletto                                            |                                                                        | Mélodrame en 3 actes                                                  | Francesco Maria Piave, d'après Victor Hugo                                  | 11 mars 1851, Venise, Teatro La Fenice                                 |
| Il trovatore                                         | Le Trouvère                                                            | Drame en 4 parties                                                    | Salvadore Cammarano d'après Antonio García Gutiérrez                        | 19 janvier 1853, Rome, Teatro Apollo                                   |
| La traviata                                          |                                                                        | Mélodrame en 3 actes                                                  | Francesco Maria Piave, d'après Alexandre Dumas fils                         | 6 mars 1853, Venise, Teatro La Fenice                                  |
| Les Vêpres siciliennes                               |                                                                        | Grand opéra en 5 actes                                                | Eugène Scribe et Charles Duveyrier                                          | 13 juin 1855, Paris, Opéra Le Peletier                                 |
| Giovanna di Guzman                                   |                                                                        | Drame en 5 actes                                                      | Traduction de Eugenio Caimi                                                 | 26 décembre 1855, Parme, Teatro Regio                                  |
| I Vespri siciliani                                   | Titre définitif de la version italienne                                | Drame en 5 actes                                                      |                                                                             | 4 février 1856, Milan, Teatro alla Scala                               |
| Le Trouvère                                          |                                                                        | Grand opéra en 4 actes et 1 ballet                                    | Émilien Pacini d'après Cammarano                                            | 12 janvier 1857, Paris, Opéra Le Peletier                              |
| Simon Boccanegra                                     |                                                                        | Mélodrame en 1 prologue et 3 actes                                    | Francesco Maria Piave, d'après Antonio Garcia Gutiérrez                     | 12 mars 1857, Venise, Teatro La Fenice                                 |
| Aroldo                                               | Harold                                                                 | Mélodrame en 4 actes                                                  | Francesco Maria Piave, d'après le livret de Stiffelio                       | 16 août 1857, Rimini, Teatro Nuovo                                     |
| Un ballo in maschera                                 | Un bal masqué                                                          | Mélodrame en 3 actes                                                  | Antonio Somma, d'après Eugène Scribe                                        | 17 février 1859, Rome, Teatro Apollo                                   |
| La forza del destino                                 | La Force du destin                                                     | Opéra en 4 actes                                                      | Francesco Maria Piave, d'après Ángel de Saavedra, duc de Rivas, et Schiller | 10 novembre 1862, Saint-Pétersbourg, Théâtre Mariinsky                 |
| Macbeth                                              | 2e version en français                                                 | Mélodrame en 4 actes                                                  | Charles Nuitter et Alexandre Beaumont                                       | 21 avril 1865, Paris, Théâtre Lyrique                                  |
| Don Carlos                                           |                                                                        | Grand opéra en 5 actes                                                | Joseph Méry et Camille du Locle, d'après Schiller                           | 11 mars 1867, Paris, Opéra, Salle Le Peletier                          |
| La forza del destino 2e version                      | La Force du destin                                                     | Mélodrame en 4 actes                                                  | Antonio Ghislanzoni (ajouts au texte)                                       | 27 février 1869, Milan, Teatro alla Scala                              |
| Aida                                                 | Aïda                                                                   | Opéra en 4 actes                                                      | Antonio Ghislanzoni d'après Mariette                                        | 24 décembre 1871, Le Caire, Opéra                                      |
| Simon Boccanegra                                     | 2e version                                                             | Opéra en 3 actes                                                      | Ajouts et modifications d'Arrigo Boito                                      | 24 mars 1881, Milan, Teatro alla Scala                                 |
| Don Carlo                                            | Révision du texte français de Camille du Locle et Achille de Lauzières | Opéra en 4 actes                                                      | Traduction italienne d'Angelo Zanardi basée sur la version originale        | 10 janvier 1884, Milan, Teatro alla Scala                              |
| Otello                                               | Othello                                                                | Drame lyrique en 4 actes                                              | Arrigo Boito, d'après Shakespeare                                           | 5 février 1887, Milan, Teatro alla Scala                               |
| Falstaff                                             | Falstaff                                                               | Comédie lyrique en 3 actes                                            | Arrigo Boito, d'après Shakespeare                                           | 9 février 1893, Milan, Teatro alla Scala                               |
| Re Lear                                              | Le Roi Lear                                                            | Opéra en 4 actes                                                      | Salvadore Cammarano et Antonio Somma, d'après Shakespeare                   | Projet étalé entre 1843 et 1867 et demeuré à l'état de livret inachevé |
| Musique vocale                                       |                                                                        |                                                                       |                                                                             |                                                                        |
| Titre original                                       | Titre français                                                         | Genre                                                                 | Livret                                                                      | Création                                                               |
| Io la vidi                                           | Je la vis                                                              | Scène lyrique pour ténor et orchestre                                 | Calisto Bassi                                                               | 1833                                                                   |
| Sei romanze                                          | Six romances                                                           | Romance pour chant et piano                                           |                                                                             | 1838 (25 ans)                                                          |
| Non t'accostare all'urna                             | Ne t'approche pas de l'urne                                            |                                                                       | Jacopo Vittorelli                                                           |                                                                        |
| More, Elisa, lo stanco poeta                         | Il meurt, Elisa, le poète las                                          |                                                                       | Tommaso Bianchi                                                             |                                                                        |
| In solitaria stanza                                  | Dans une chambre solitaire                                             |                                                                       | Jacopo Vittorelli                                                           |                                                                        |
| Nell'orror di notte oscura                           | Dans l'horreur d'une nuit obscure                                      |                                                                       | Carlo Angiolini                                                             |                                                                        |
| Perduta ho la pace                                   | J'ai perdu le repos                                                    |                                                                       | Goethe, traduction Luigi Balestra                                           |                                                                        |
| Deh, pietosa, oh addolorata                          | De grâce, ô miséricordieuse affligée                                   |                                                                       | Goethe, traduction Luigi Balestra                                           |                                                                        |
| L'esule                                              | L'Exilé                                                                | Œuvre lyrique pour chant et piano                                     | Temistocle Solera                                                           | 1839                                                                   |
| La seduzione                                         | La Séduction                                                           | Œuvre lyrique pour chant et piano                                     | Luigi Balestra                                                              | 1839                                                                   |
| Guarda che bianca luna !                             | Regarde cette lune blanche !                                           | Nocturne pour soprano, ténor, basse et flûte obligée                  | Jacopo Vittorelli                                                           | 1839                                                                   |
| Chi i bei dì m'adduce ancora                         | Qui me rendra les beaux jours ?                                        | Œuvre lyrique pour chant et piano                                     | Goethe, traduction Luigi Balestra                                           | 1842                                                                   |
| Cupo è il sepolcro e mutolo                          | Sombre et muet est le tombeau                                          | Œuvre lyrique pour chant et piano                                     |                                                                             | 1843                                                                   |
| È la vita un mar d'affanni                           | La vie est un océan d'angoisse                                         | Œuvre lyrique pour voix et clavecin                                   |                                                                             | 1843                                                                   |
| Era bella, ancor più bella                           | Elle était belle, encore plus belle                                    | Œuvre lyrique pour voix et clavecin                                   |                                                                             | 1844                                                                   |
| Amo l'ora del giorno che muore                       | J'aime l'heure du jour qui meurt                                       | Œuvre lyrique pour voix et piano                                      |                                                                             | 1845                                                                   |
| Sei romanze                                          | Six romances                                                           | Romance pour voix et piano                                            |                                                                             | 1845                                                                   |
| Il tramonto                                          | Le Coucher de soleil                                                   |                                                                       | Andrea Maffei                                                               |                                                                        |
| La zingara                                           | La Bohémienne                                                          |                                                                       | Manfredo Maggioni                                                           |                                                                        |
| Ad una stella                                        | À une étoile                                                           |                                                                       | Andrea Maffei                                                               |                                                                        |
| Lo spazzacamino                                      | Le Ramoneur                                                            |                                                                       | Manfredo Maggioni                                                           |                                                                        |
| Il mistero                                           | Le Mystère                                                             |                                                                       | Felice Romani                                                               |                                                                        |
| Brindisi                                             |                                                                        |                                                                       | Andrea Maffei                                                               |                                                                        |
| Il poveretto                                         | Le Pauvre Diable                                                       | Œuvre lyrique pour chant et piano                                     | Manfredo Maggioni                                                           | 1847                                                                   |
| L'Abandonnée                                         |                                                                        | Œuvre lyrique pour chant et piano                                     | Marie et Léon Escudier                                                      | 1849                                                                   |
| Berceuse Fiorellin che sorge appena                  | Berceuse Petite fleur à peine née                                      | Œuvre lyrique pour chant et piano                                     | Francesco Maria Piave                                                       | 1850                                                                   |
| Fiorara                                              |                                                                        | Œuvre lyrique pour chant et piano                                     | Buvoli                                                                      | 1853                                                                   |
| La preghiera del poeta                               | La Prière du poète                                                     | Œuvre lyrique pour chant et piano                                     | Nicola Sole                                                                 | 1858                                                                   |
| Sgombra, o gentil, dall'ansia mente                  | Libère-moi ô seigneur de mon esprit anxieux                            | Œuvre lyrique pour chant et piano                                     | Alessandro Manzoni                                                          | 1858                                                                   |
| Il brigidino                                         | La Cocarde                                                             | Œuvre lyrique pour chant et piano                                     | Francesco Dall'Ongaro                                                       | 1863                                                                   |
| Stornello                                            | Ritournelle                                                            | Œuvre lyrique pour chant et piano                                     | Anonyme                                                                     | 1869                                                                   |
| Musique sacrée                                       |                                                                        |                                                                       |                                                                             |                                                                        |
| Titre original                                       | Titre français                                                         | Genre                                                                 | Livret                                                                      | Création                                                               |
| Tantum Ergo                                          |                                                                        | Musique sacrée en fa Majeur pour ténor et orchestre                   |                                                                             | 1836                                                                   |
| Messa di Gloria                                      |                                                                        | Musique sacrée                                                        |                                                                             | 8 octobre 1837, église Croix Saint Esprit, Plaisance                   |
| Libera me, Domine                                    |                                                                        | Œuvre lyrique pour soprano, chœur et orchestre                        |                                                                             | 1869 Messe pour Rossini                                                |
| Messa da requiem                                     |                                                                        | Musique sacrée pour solistes, chœur et orchestre                      |                                                                             | 22 mai 1874, Milan, Église San Marco                                   |
| Pater Noster                                         |                                                                        | Musique sacrée pour chœur à 5 voix sans accompagnement                | Texte vulgarisé du Dante                                                    | 18 avril 1880, Milan, Teatro alla Scala                                |
| Ave Maria                                            |                                                                        | Musique sacrée pour soprano et cordes                                 |                                                                             | 18 avril 1880, Milan, Teatro alla Scala                                |
| Ave Maria                                            |                                                                        | Musique sacrée pour chœur à 4 voix                                    |                                                                             | 1889                                                                   |
| Pietà, Signor                                        | Pitié, Seigneur                                                        | Musique sacrée pour voix et piano                                     | Arrigo Boito paraphrases de l'Agnus Dei                                     | 1894                                                                   |
| Tre pezzi sacri                                      | Trois pièces sacrées                                                   |                                                                       |                                                                             | 1898                                                                   |
| Stabat Mater (1897)                                  |                                                                        | Musique sacrée pour chœur à 4 voix et orchestre                       | Jacopone da Todi                                                            |                                                                        |
| Laudi alla Vergine Maria (1886)                      |                                                                        | Musique sacrée pour chœur de soprani et contralti sans accompagnement | XXXIIIe chant du Paradis de Dante                                           |                                                                        |
| Te Deum (1895)                                       |                                                                        | Musique sacrée pour double chœur et orchestre                         |                                                                             | 7 avril 1898, Paris, Théâtre de l'Opéra                                |
| Musique instrumentale                                |                                                                        |                                                                       |                                                                             |                                                                        |
| Titre original                                       | Titre français                                                         | Genre                                                                 | Livret                                                                      | Création                                                               |
| Sinfonia (del M° Verdi)                              | Symphonie du Maestro Verdi                                             | Symphonie en ré Majeur pour orchestre                                 |                                                                             | 183?                                                                   |
| Valzer in fa maggiore                                | Valse en fa majeur                                                     | Œuvre instrumentale pour piano                                        |                                                                             | 1859                                                                   |
| Romanza senza parole                                 | Romance sans parole                                                    | Œuvre instrumentale pour piano                                        |                                                                             | 1865                                                                   |
| Quartetto in mi minore                               | Quatuor en mi mineur                                                   | Œuvre instrumentale pour cordes                                       |                                                                             | 1er avril 1873, Naples                                                 |
| Hymnes                                               |                                                                        |                                                                       |                                                                             |                                                                        |
| Titre original                                       | Titre français                                                         | Genre                                                                 | Livret                                                                      | Création                                                               |
| Inno popolare : Suona la tromba                      | Hymne populaire : La trompette résonne''                               | Œuvre lyrique pour chœur d'hommes à trois voix et piano ou orchestre  | Manfredo Maggioni                                                           | 1848                                                                   |
| La patria                                            | La Patrie                                                              | Hymne national pour Ferdinand II                                      | Manfredo Maggioni                                                           | 1848                                                                   |
| Inno delle nazioni                                   | Hymne des nations                                                      | Œuvre lyrique pour soliste, chœur et orchestre                        | Arrigo Boito                                                                | 24 mai 1862, Londres, Her Majesty's Theatre                            |